# 오르타체수스
오르타체수스(Ortacesus)는 이탈리아 사르데냐 주 수드사르데냐도에 있는 코무네 (지방 자치체)로, 칼리아리에서 북쪽으로 약 35 킬로미터 (22 mi) 떨어진 트렉센타 전통 하위 지역에 포함된다.
오르타체수스는 다음 지방 자치체와 접해 있다: 바랄리, 구아마조레, 구아실라, 피멘텔, 산탄드레아프리우스, 셀레가스, 세노르비.